# Није лоше бити човек
Није лоше бити човек је  српски драма филм из 2021. године по сценарију и режији Душана Ковачевића.
Главне улоге тумаче Војин Ћетковић, Бранка Катић, Христина Поповић, Гордан Кичић и Ненад Јездић, док су у осталим улогама Андрија Милошевић, Срђан Тодоровић, Лена Ковачевић, Мира Бањац, Милан Гутовић и други. Музику је компоновао Момчило Бајагић Бајага.
Филм се заснива на популарној позоришној представи Кумови.

## Радња
Прича прати професора клавира Милана (Војин Ћетковић) 5 година након што је његов кум, некадашња поп звезда Ранко Бели (Гордан Кичић), нестао под неразјашњеним околностима. Милан одлучује да разреши мистерију и коначно сазна шта се догодило са Белим. Не налазећи подршку и разумевање породице и околине, Милан развија пријатељски однос са псом луталицом.

## Улоге
| Глумац             | Улога            |
| ------------------ | ---------------- |
| Војин Ћетковић     | Милан            |
| Бранка Катић       | Ана              |
| Христина Поповић   | Кума Рада        |
| Гордан Кичић       | Ранко Бели       |
| Ненад Јездић       | Инспектор Јаблан |
| Андрија Милошевић  | Мома Мрак        |
| Срђан Тодоровић    |                  |
| Лена Ковачевић     | Изабела          |
| Мира Бањац         |                  |
| Милан Гутовић      |                  |
| Јелена Михајловић  |                  |
| Немања Стаматовић  |                  |
| Александар Кецман  |                  |
| Марко Гверо        |                  |
| Бојан Димитријевић |                  |
| Борис Миливојевић  |                  |